# Egerton Swartwout
Egerton Swartwout, né le 3 mars 1870 et mort le 18 février 1943, est un architecte américain.

## Sélection d'œuvres
- Capitole de l'État du Missouri
- Mémorial du cimetière américain de Brookwood
- Monument américain de la butte de Montsec
- Une partie de l'actuelle Yale University Art Gallery